# 6C4C
6С4С — электронная лампа производства СССР — мощный триод, с катодом прямого накала и октальным цоколем. Лампа предназначена для усиления мощности низкой частоты в звуковоспроизводящих устройствах и генераторах сигналов низкой частоты. Является советской копией лампы 6B4G производства США.
Интересной конструктивной особенностью лампы является наличие в одном баллоне двух триодов, аноды и сетки которых включены параллельно, а катоды прямого накала — последовательно. Некоторые радиолюбители полагают, что это обстоятельство нежелательно для ламп, применяемых в однотактных усилителях.
Лампа пользуется большой популярностью в среде любителей конструирования высококачественных усилителей звуковой частоты.

## Технические данные
| Параметр                            | Значение |
| ----------------------------------- | -------- |
| Напряжение накала, В                | 6,3      |
| Ток накала, А                       | 1        |
| Напряжение на аноде номинальное, В  | 250      |
| Ток анода номинальный, мА           | 60       |
| Напряжение на аноде максимальное, В | 325      |
| Ток анода максимальный, мА          | 90       |
| Крутизна характеристики, мА/В       | 5,2      |
| Внутреннее сопротивление, Ом        | 800      |
| Коэффициент усиления                | 4,5      |

## Цоколевка
2,7 — катод прямого накала
3 — анод
5 — сетка

## Применение
В СССР серийно почти не выпускалось аппаратуры звукоусиления на базе этой лампы, кроме телевизоров «Ленинград Т-3», выпущенных малой партией в начале 50-х годов. Под лампу 6С4С в 60-х годах разрабатывался радиоприемник «Ленинград», однако в серию не пошёл.
Лампа применялась в первых выпусках генератора низкочастотных сигналов Г3-2 (позже была заменена лампой 6П3С в триодном включении).

## Прозвища лампы
Радиолюбители, занимающиеся в 60-х — 70-х конструированием высококачественных усилителей, называли лампу царской.